# ノリ・メ・タンゲレ (コレッジョ)
『ノリ・メ・タンゲレ』（ラテン語: Noli me tangere, 「我に触れるな」の意）は、イタリア、盛期ルネサンス期の画家コレッジョが1525年頃に制作した絵画である。油彩。「ヨハネによる福音書」20章1行-18行で語られているイエス・キリストの復活とマグダラのマリアのエピソードを主題としている。ノリ・メ・タンゲレとは同箇所の17行に登場する言葉である。マドリードのプラド美術館に所蔵されている。

## 主題
磔刑に処されたイエスが埋葬されたのち、悲しみに暮れるマグダラのマリアがイエスの墓に行くと入口の岩が開いていて、安置されたはずの遺体がなかった。驚いたマリアはそのことを弟子たちに知らせた。弟子たちは墓に入って遺体がないことを確かめたが、マリアは墓の外で泣いて中には入らなかった。マリアが身を屈めて墓の中を見ると2人の御使いがいて、なぜ泣いているのか尋ねられた。その問いに答えた後、マリアが後ろを振り返るとイエスが立っていた。最初、マリアはイエスだと気づかず庭師だと思っていたが、マリアは自分の名前を呼ばれると思わず「師よ！」と叫んだ。イエスは「私に触れてはいけない（ノリ・メ・タンゲレ）、私はまだ父の御許に行ってはいないのだから」と言った。そこで彼女は弟子たちのところに行き、自分がイエスに会ったこと、そしてイエスがこれから父なる神の御許に行くことを伝えた。

## 歴史
この絵に関する最初の言及は、1560年頃にさかのぼり、ピエトロ・ラモの『グラティコラ・ディ・ボローニャ』の写本でエルコラーニ伯爵の家にあったと述べられている。また、ヴァザーリによって、1568年の『芸術家列伝』の二ヶ所でー1回目はコレッジョの伝記で、もう1回はジローラモ・ダ・カルピの伝記でー賞賛されている。絵画は、16世紀の終わりにボローニャで枢機卿のピエトロ・アルドブランディーニによって目にされ、枢機卿は絵画を買うために非常に高い代償を払った。
その後、アルド・ブランディーニのコレクションからルドヴィーコ・ルドヴィーシのコレクションに移った。そのことは、たとえば、レリオ・グイディッチョーニによるヴァザーリの『芸術家列伝』への追記で示されている。「最も著名なルドヴィジオは、 一つの部屋に４点の他の素晴らしい作品を所有しているが、1621年3月にそれらを私は見た」と述べられている。10年余り後、ニッコロ・ルドヴィージ王子は「苦悩の必要性から」、自分のコレクションから最高の作品を譲渡することによって、スペインのフェリペ4世の好意を受けることを決心した。これらの作品の一つは、コピーが作成された後、1630年代後半または1640年代初頭にローマを離れた『ノリ・メ・タンゲレ』であった。ナポリ王国に少し置かれた後、1643年の終わりまでにマドリードに到着した。
この作品では、復活したキリストがマグダラのマリアに「我に触れるな。我は、まだ父の御許に昇っていないのだから」と述べている場面が描かれている。様式的には、コレッジョは、マンテーニャ、レオナルド・ダ・ヴィンチ、ミケランジェロ、ラファエロらの手法を融合している。対角線が強調された構図の中にマグダラのマリアの動きのある姿と、キリストの落ち着いた姿が対比されている。